# Stanisław Przedbór Koniecpolski (zm. po 1594)
Stanisław Przedbór Koniecpolski herbu Pobóg (zm. po 1594 roku) – podkomorzy sieradzki w latach 1566-1581, dworzanin i sekretarz królewski.
Syn kasztelana sieradzkiego Stanisława Przedbora Koniecpolskiego i Zofii Ligęzy. Żonaty z Zofią z Prawiednik Osmólską herbu Bończa, miał synów: Samuela (zm. 1641), kasztelana chełmskiego i Aleksandra (zm. 1635) oraz córkę Elżbietę, żonę kasztelana sieradzkiego Adama Walewskiego herbu Kolumna (zm. 1638).